# Meinhard Erlacher
Meinhard Erlacher (ur. 15 lipca 1982) – włoski snowboardzista. Jego najlepszym wynikiem olimpijskim jest 21. miejsce w gigancie równoległym na igrzyskach w Vancouver. Na mistrzostwach świata najlepszy wynik uzyskał na mistrzostwach w Whistler, gdzie zajął 8. miejsce w gigancie równoległym. Najlepsze wyniki w Pucharze Świata osiągnął w sezonie 2008/2009, kiedy to zajął 36. miejsce w klasyfikacji generalnej. Jest brązowym medalistą mistrzostw świata juniorów w gigancie równoległym z 2002 r.

## Sukcesy

### Igrzyska olimpijskie
| Miejsce | Dzień     | Rok  | Miejscowość | Konkurencja       | Zwycięzca          |
| ------- | --------- | ---- | ----------- | ----------------- | ------------------ |
| 22.     | 22 lutego | 2006 | Turyn       | Gigant równoległy | Philipp Schoch     |
| 21.     | 27 lutego | 2010 | Vancouver   | Gigant równoległy | Jasey-Jay Anderson |

### Mistrzostwa Świata
| Miejsce | Dzień       | Rok  | Miejscowość | Konkurencja       | Zwycięzca          |
| ------- | ----------- | ---- | ----------- | ----------------- | ------------------ |
| DNF     | 13 stycznia | 2003 | Kreischberg | Gigant równoległy | Dejan Košir        |
| 8.      | 18 stycznia | 2005 | Whistler    | Gigant równoległy | Jasey-Jay Anderson |
| 28.     | 19 stycznia | 2005 | Whistler    | Slalom równoległy |                    |
| DNF     | 16 stycznia | 2007 | Arosa       | Gigant równoległy | Rok Flander        |
| 26.     | 17 stycznia | 2007 | Arosa       | Slalom równoległy | Simon Schoch       |
| 13.     | 20 stycznia | 2009 | Kangwŏn     | Gigant równoległy | Jasey-Jay Anderson |
| 32.     | 21 stycznia | 2009 | Kangwŏn     | Slalom równoległy | Benjamin Karl      |

### Puchar Świata

#### Miejsca w klasyfikacji generalnej
- 2000/2001 - -
- 2001/2002 - -
- 2002/2003 - -
- 2003/2004 - -
- 2004/2005 - -
- 2005/2006 - 102.
- 2006/2007 - 83.
- 2007/2008 - 49.
- 2008/2009 - 36.
- 2009/2010 - 144.

#### Miejsca na podium
1. Sungwoo – 25 lutego 2005 (Slalom równoległy) - 3. miejsce
2. Kreischberg – 6 stycznia 2009 (Gigant równoległy) - 3. miejsce